# Еврейский национальный фонд

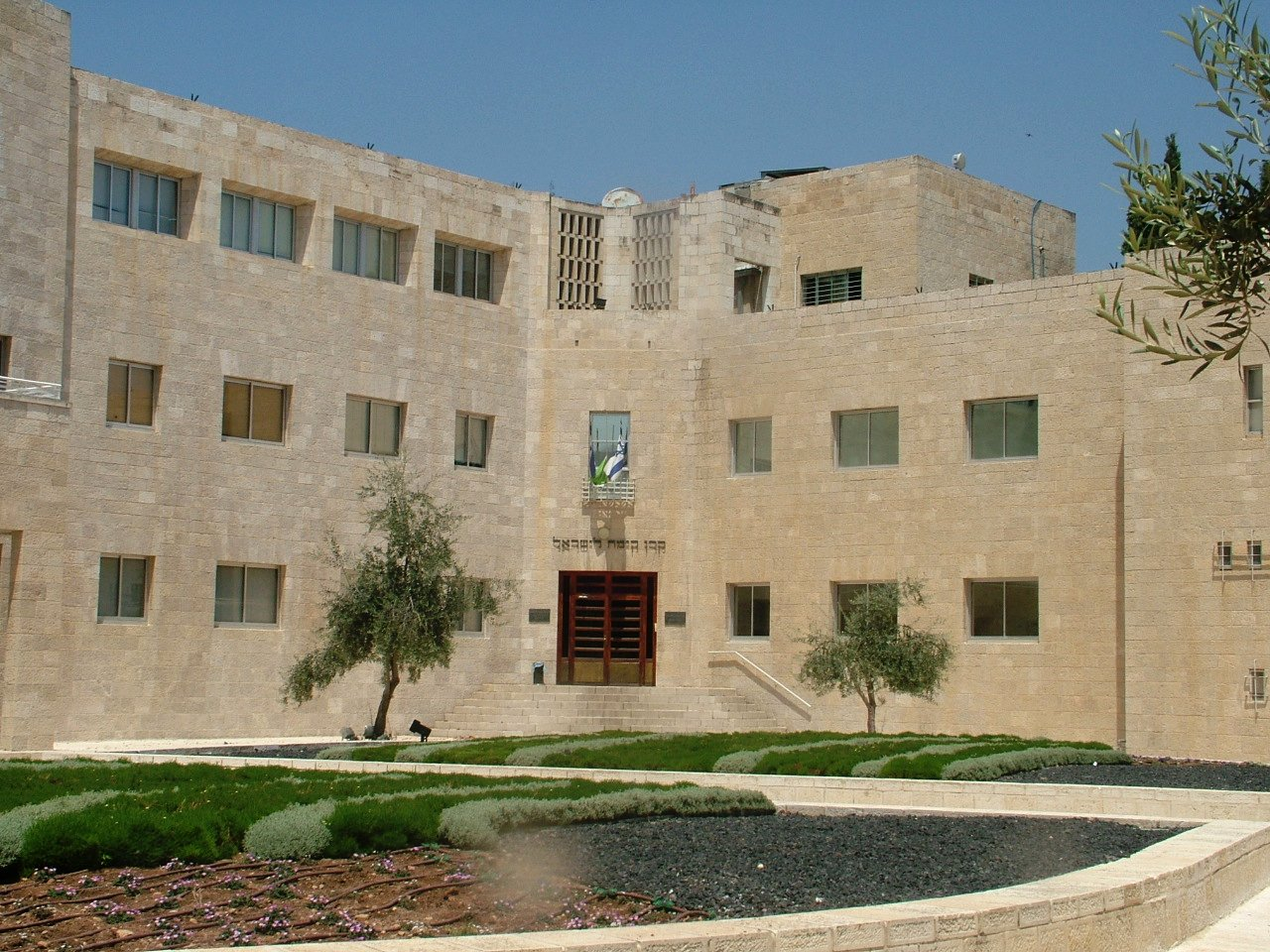
Штаб-квартира Еврейского национального фонда в Иерусалиме

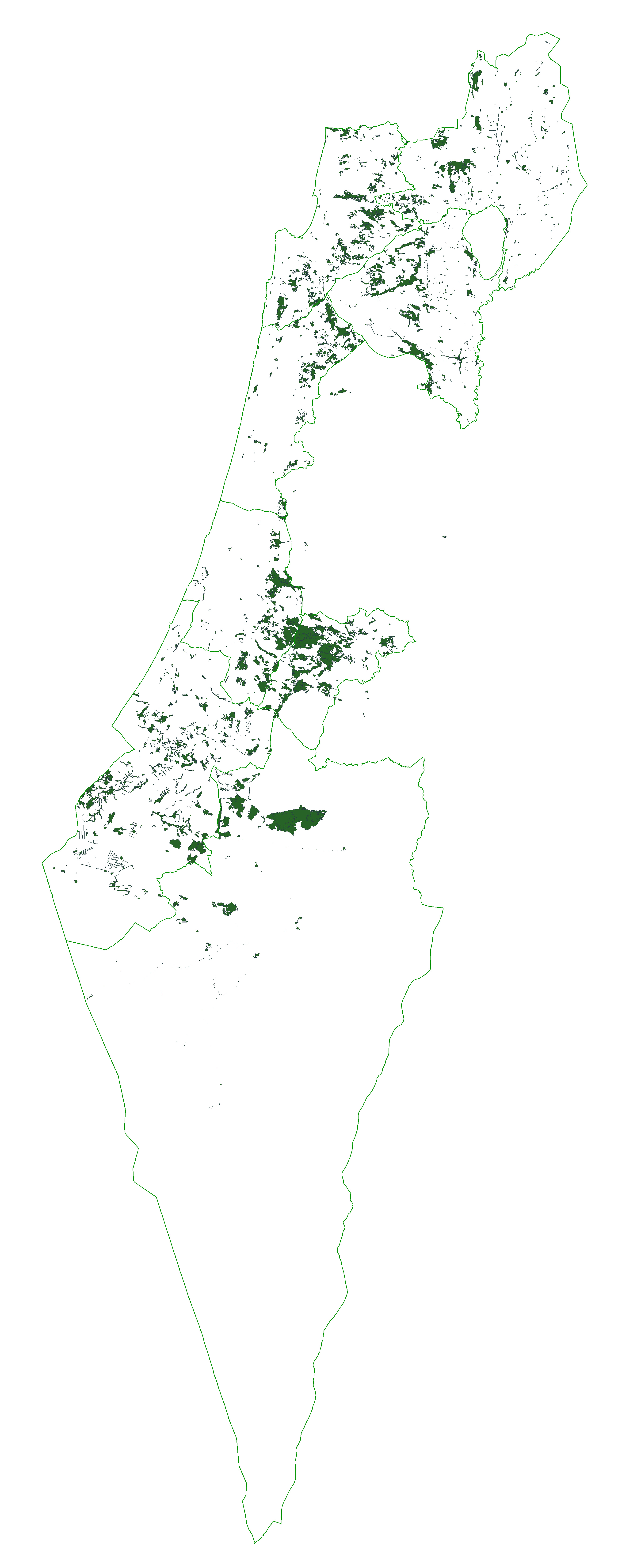
Карта лесов, посаженных Еврейским национальным фондом в Израиле

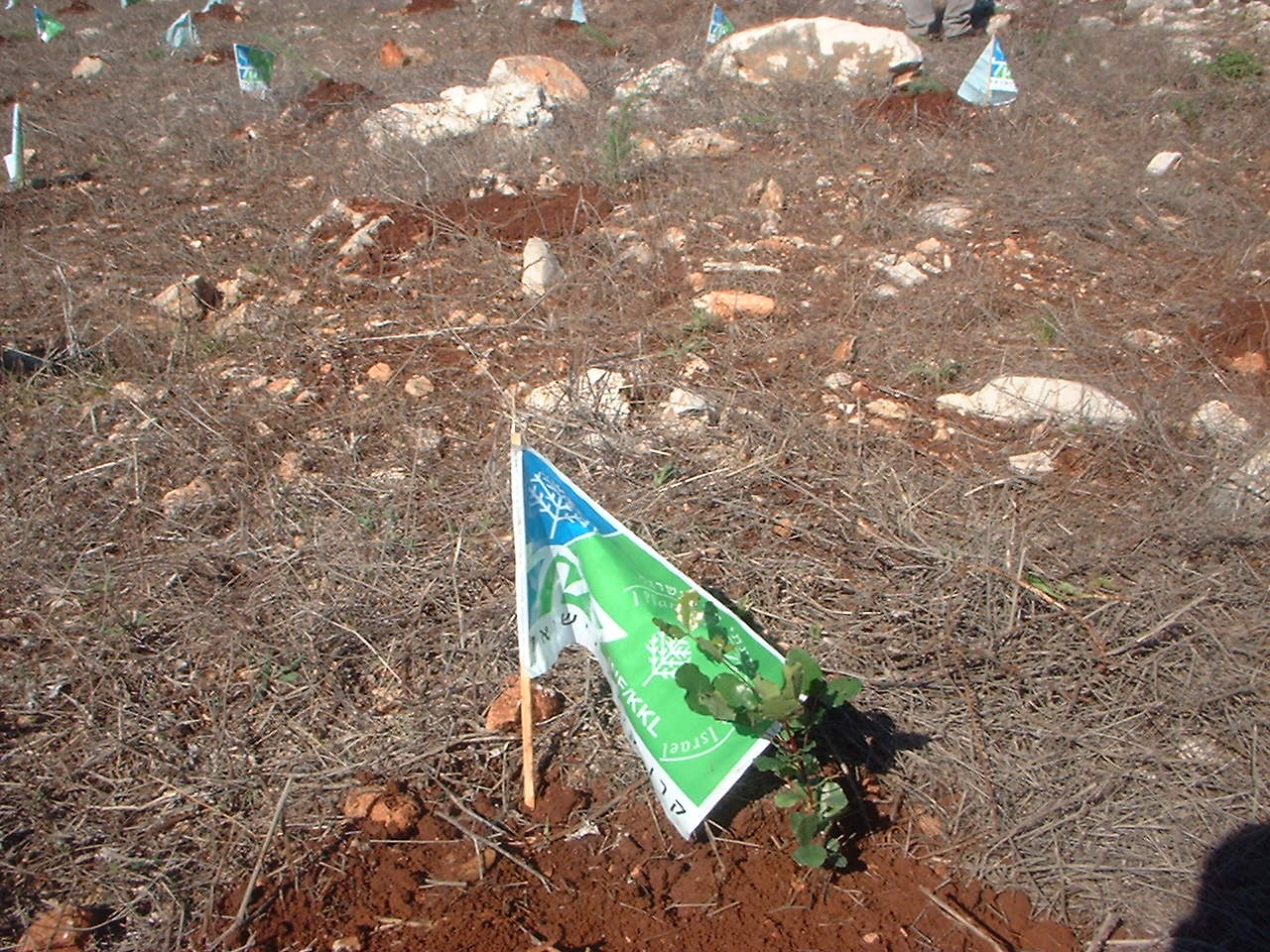
Недавно посаженный саженец Еврейским национальным фондом

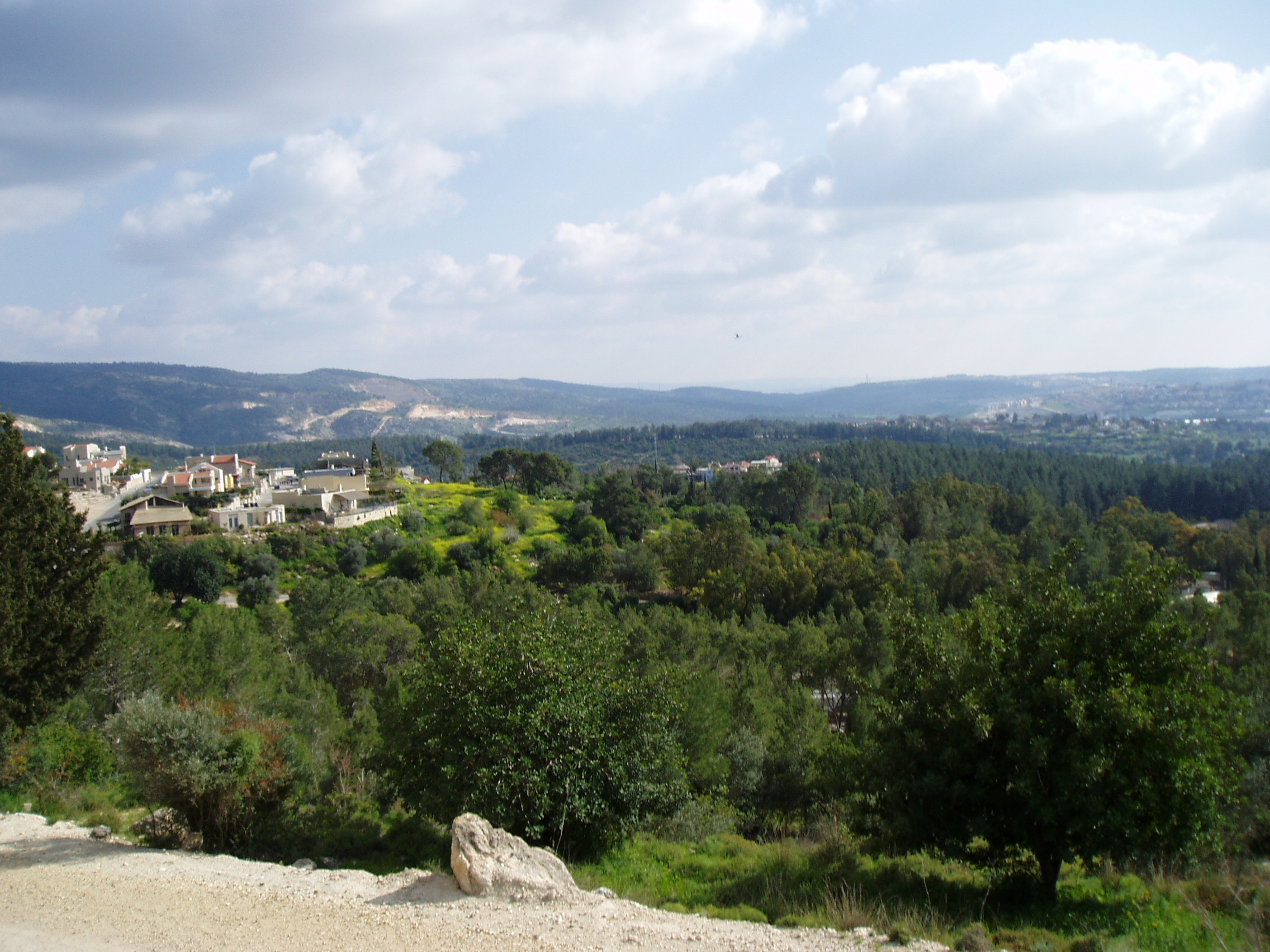
Лес Эштаол, посаженный Еврейским национальным фондом

Еврейский национальный фонд («Керен Каемет ле-Исраэль», ККЛ, также КАКАЛ) является некоммерческой корпорацией, принадлежащей Всемирной сионистской организации, был основан на пятом сионистском конгрессе в Базеле в 1901 году. Первым, кто предложил создать такой фонд стал российский раввин и математик Герман Шапира.
Создан для покупки земель в Палестине (впоследствии Израиль) под еврейские поселения. К 2007 году он владел 13 % от общей площади земель в Израиле. С момента своего создания, ККЛ посадил свыше 240 млн деревьев в Израиле. Он также построил 180 плотин и водохранилищ и создал более 1000 парков. Водохранилища ККЛ дают стране ежегодно около 300 миллионов кубометров питьевой воды. ККЛ было проложено 7000 километров лесных и сельскохозяйственных дорог.

## Цели и правовой статус
С момента создания организации, её цели претерпели значительные изменения — от покупки земель для еврейских поселений до охраны природы, экологического образования и развития туризма. После основания государства Израиль, в 1960 году, было достигнуто соглашение, по которому ККЛ останется формальным владельцем приобретённых земель в качестве представителя еврейского народа, а их эксплуатацией будет заниматься созданное для этого Земельное управление Израиля.
По закону от 1953 года её цели определялись как: а) приобретение земель и б) их заселение евреями.
В течение многих лет существовала практика, по которой, если араб хотел купить или использовать землю ККЛ, та передавалась государству и уже оно продавало эту землю; взамен ККЛ получал произвольный участок земли. В 2004 году была обнаружена юридическая проблема в этой процедуре, и потому арабы больше не могли покупать земли ККЛ, покупать или строить на них жильё. Всё это привело к обвинениям ККЛ в расизме и подаче исков в БАГАЦ, после чего суд обязал государство и ККЛ возобновить процедуру обмена территориями.
На данный момент 76,5 % израильских земель находятся во владении государства, 13 % принадлежат ККЛ, 8 % — частным лицам и 2,5 % — мусульманскому вакфу.

## Председатели фонда
Председатели фонда:
- Иона Кременецкий (1902—1907)
- Макс Боденхеймер (1907—1919)
- Нехемия Де Лиме (1919—1922)
- Менахем Усышкин (1922—1942)
- Берл Кацнельсон, Меир Бар-Илан, Авраам Гранот (1942—1944)
- Авраам Гранот (1944—1961)
- Яаков Цур (1961—1977)
- Моше Ривлин (1977—1998)
- Шломо Гравец (1998—2000)
- Йехиэль Лекет (2000—2006)
- Эфраим Штенцлер (2006—2015)
- Дани Атар (2015—2020)[источник не указан 326 дней]
- Авраам Дувдевани (2020—2022)[источник не указан 326 дней]
- Ифат Овадья-Луски (с 2022[4])

## Критика деятельности
По утверждению некоторых политиков (например, Йоси Бейлина), сегодня существование организации, дублирующей госструктуры, излишне и приводит к неоправданной трате средств.